# Kanzelbach
Der Kanzelbach, auf einem Abschnitt auch Kandelbach, ist ein auf dem Hauptstrang 13 km langer Bach im Rhein-Neckar-Kreis im nordwestlichen Baden-Württemberg, der von Osten kommend Schriesheim durchfließt und in Ladenburg von rechts in den unteren Neckar mündet.

## Name
Sein Hauptstrang-Oberlauf heißt erst Röschbach, dann Altenbach. Im Siedlungsgebiet von Ladenburg trägt der Bach auch den Namen Kandelbach. Am Unterlauf zweigt er links den Losgraben ab, der nach Aufnahme des Abflusses eines vergleichsweise großen Nebenbachsystems kurz vor der Mündung wieder zuläuft.
Der alte Name Ilbe des Baches lebt noch im Ortsnamen Ilvesheim fort.

## Geographie

### Verlauf
Der Bach entspringt im Vorderen Odenwald etwa 1 km südöstlich von Altenbach auf etwa 357 m ü. NHN bei dessen Wohnplatz Röschbach oder Röschbacherhof als Röschbach, fließt zunächst nordwestlich auf die Ortschaft Altenbach zu, wo er schon kurz nach Eintritt in den Siedlungsbereich Altenbach genannt wird, und in welchem er auf Südwestlauf schwenkt. Nach dem unteren Siedlungsrand läuft von rechts der Ursenbach zu und wenig danach von links der Rimbach, der sich im Westlauf vom Rande Wilhelmsfelds nähert. Von diesem Zufluss an heißt der Bach bis auf den Abschnitt durch Ladenburg Kanzelbach und läuft ab nun etwa westlich. Zunächst durchfließt er dabei das Hochwasserrückhaltebecken Kanzelbach, das gewöhnlich nur knapp 4.000 m³ Wasser enthält, aber hinter seinem über 12 Meter höhen Damm weitere 116.000 m³ zurückhalten kann, die gesteuert abgelassen werden. Hiernach mündet der bisher längste Zufluss Katzenbach von links, dann zieht der Kanzelbach am Gebiet Stamberg vorbei durchs sogenannten Schriesheimer Tal bis zur Stadt Schriesheim selbst, die an der Talmündung in die Oberrheinische Tiefebene liegt.
Der Kanzelbach läuft in offenem Bett durch die nördliche Altstadt und erreicht nach anschließender Durchquerung der westlichen Stadtteile die A 5. Genau dort zweigt in erst südlicher, über den gesamten Lauf südwestlicher Richtung der Losgraben ab. Der Kanzelbach selbst behält seine Richtung zunächst bis an die Stadtgrenze von Ladenburg bei, wo er dann aber nach Süden abknickt und, dem südlichen Teil der städtischen Weichbildgrenze folgend, erst den Losgraben von links wieder aufnimmt und kurz darauf, nach insgesamt etwa 13 km langem Gesamtlauf und auf 96,5 m ü. NHN, bei der Neckarhäuser Fähre in den Neckar mündet. Im Bereich von Ladenburg ändert der Kanzelbach wiederum seinen Namen und wird Kandelbach genannt.
Nach der Flussteilung am Unterlauf führt heute der linke Losgraben den größten Teil des Wassers; er nimmt kurz vor seiner Rückmündung den langen und einzugsgebietsreichen Rombach auf.
Bei Schriesheim wurde der Bach im Jahre 2000 teilweise renaturiert, im Bereich der Ladenburger Sportstätten im Jahre 2005, dort im Verbund mit Maßnahmen zum Hochwasserschutz.

Der Kanzelbach von der Quelle bis zur Mündung
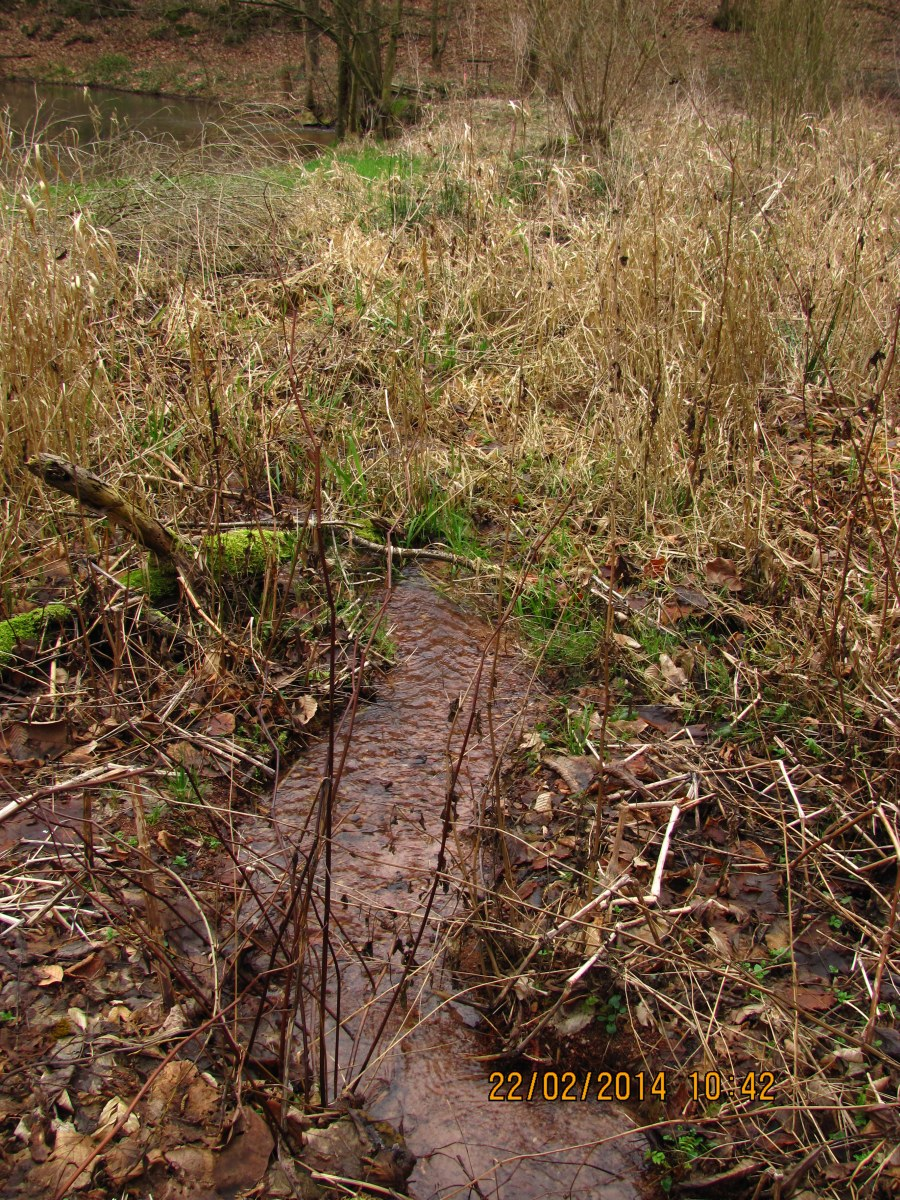
Quellzulauf in den Kanzelbachteich zwischen Schriesheim und Altenbach
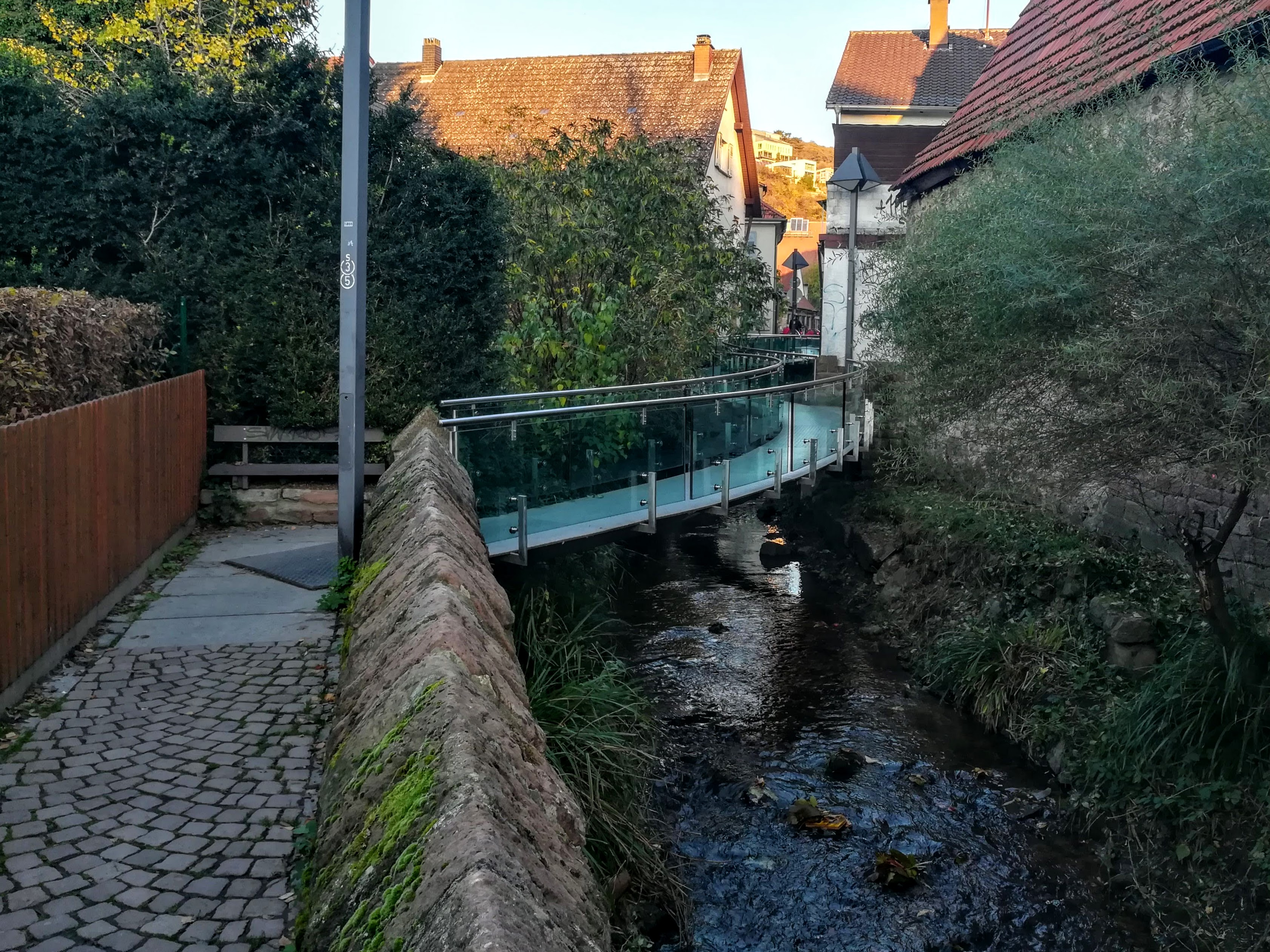
Kanzelbach in Schriesheim
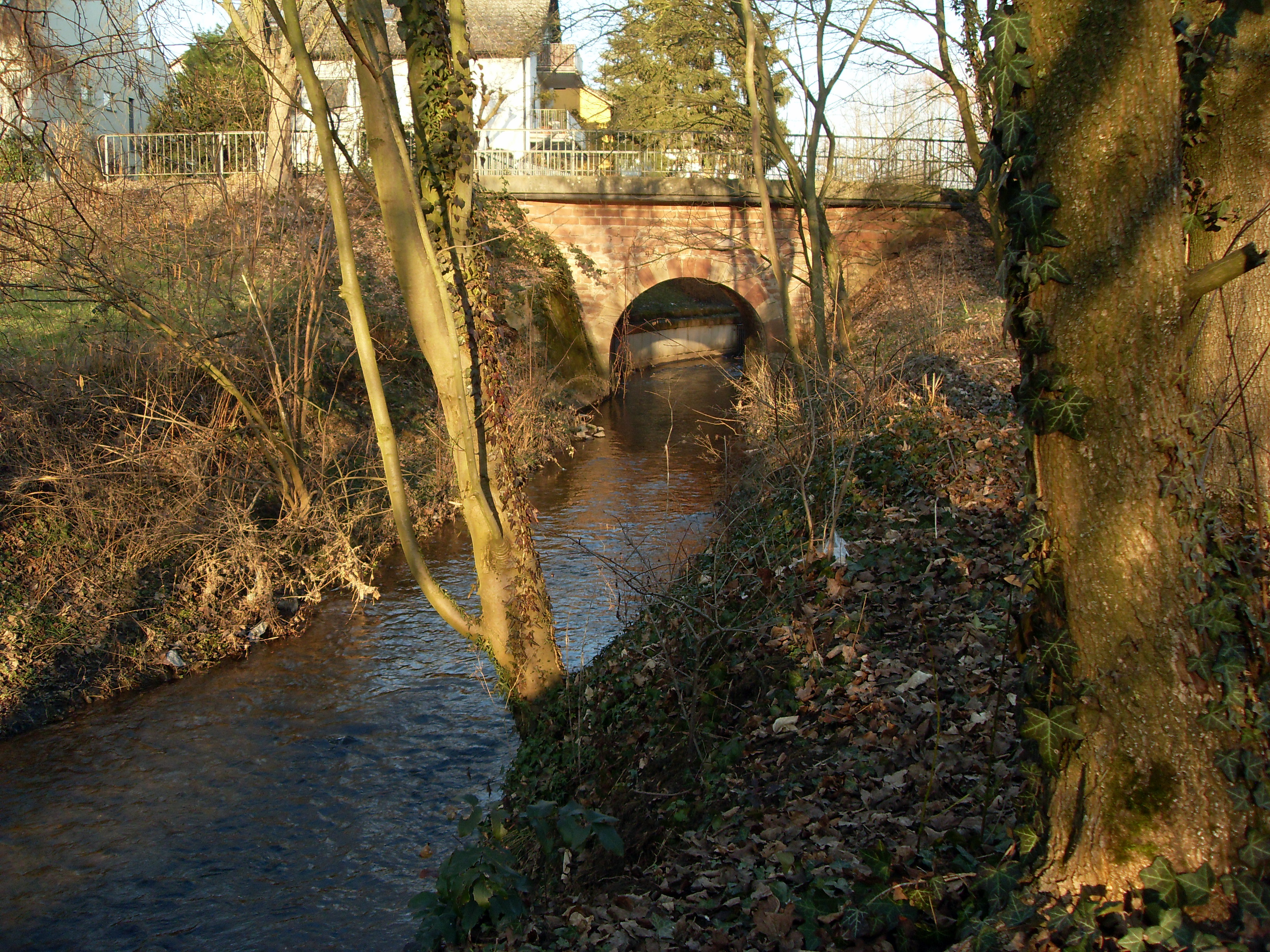
Kandelbach/Kanzelbach in Ladenburg
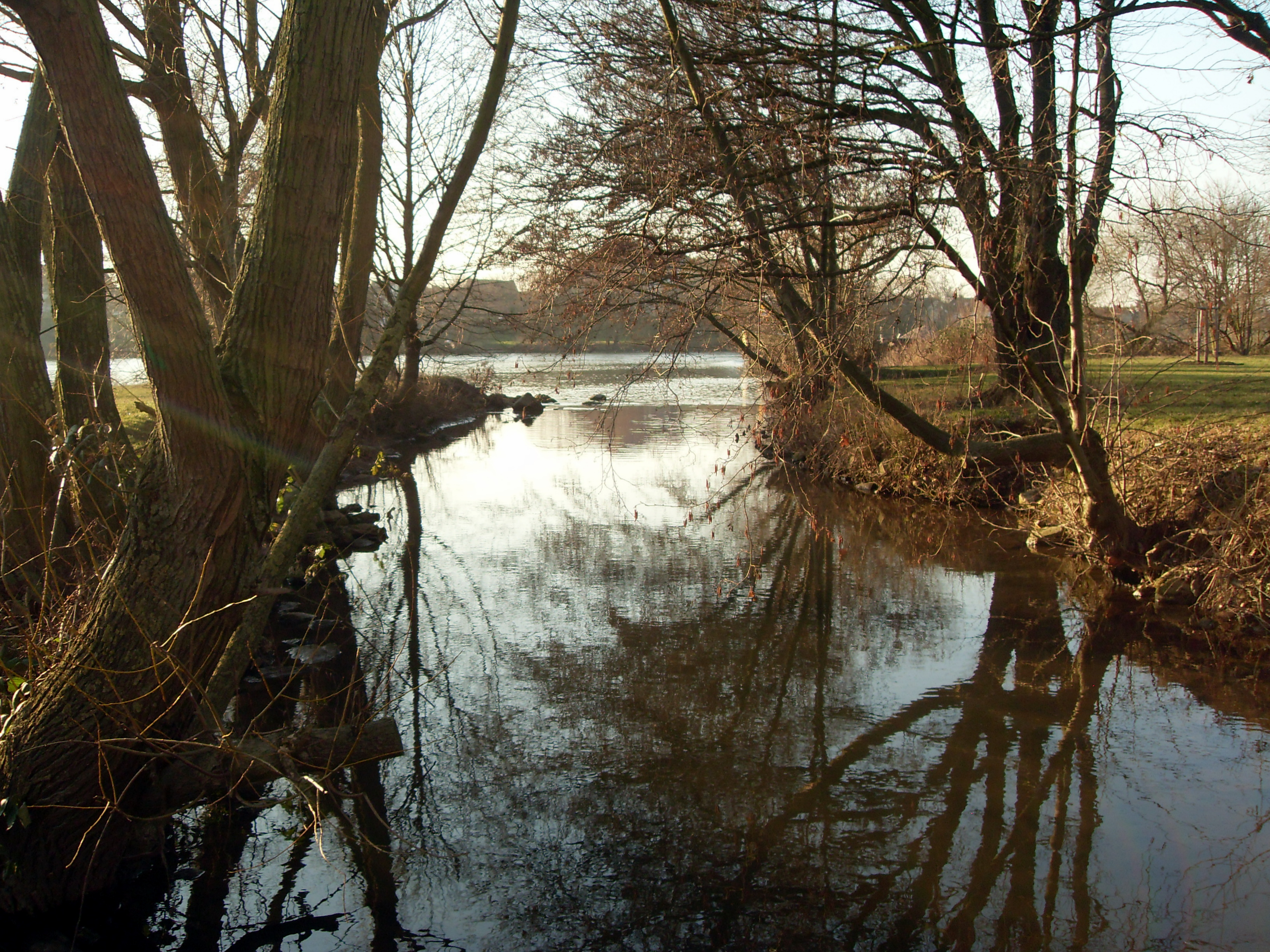
Mündung des Kandelbachs/Kanzelbachs in den Neckar

### Einzugsgebiet
Der Kanzelbach entwässert etwa 60 km², die naturräumlich gesehen im Osten zum südwestlichen Vorderen Odenwald gehören, im Westen in der Oberrheinisches Tiefland am Odenwald-Westsaum ein Teil des schmalen Streifens der Bergstraße umfassen und zuletzt bis zum Neckar in der flachen Neckar-Rhein-Ebene liegen. Sein Einzugsgebiet hat etwa die Kontur eines Dreiecks mit einer Ecke im Nordwesten an der Mündung in Ladenburg (96,5 m ü. NHN), einer Nordostecke auf dem Eichelberg (524,9 m ü. NHN) und einer Südspitze auf dem Gipfel des Heiligenbergs (439,9 m ü. NHN). Der höchste Punkt darin liegt jedoch im Inneren des Odenwaldanteils auf dem Gipfel des Weißen Steins (548,1 m ü. NHN). Die Wasserscheiden sind in ihren westlichen Teilen in der Oberrheinischen Tiefebene sehr flach und kaum erkennbar, während ihre Anteile im Odenwald als Bergkämme deutlich ausgeprägt sind.
Die nördliche Wasserscheide zieht von der Mündung auf 96,5 m ü. NHN ungefähr ostwärts, recht nahe am Kanzelbachlauf, bis an den nördlichen Siedlungsrand Schriesheims, wo das Terrain erst auf etwa 110 m ü. NHN liegt; auf der Gegenseite fließt das Wasser nordwärts, anfangs oft ohne oberflächlichen Lauf, auf einer alten Flusstrasse des früher weiter abwärts mündenden Neckars, über die Weschnitz und ihre Nebenläufe in den Rhein ab. Von Schriesheim steigt dann die Scheide in einem kurzen nordöstlich laufenden Abschnitt bis auf den Gipfel der Hohen Waid (455,1 m ü. NHN), von hier an wieder östlich über zwei Steinberge und den Höhensattel Ursenbacher Höhe auf den Eichelberg (524,9 m ü. NHN) bei Weinheim-Oberflockenbach; auch auf diesem Abschnitt entwässern jenseits die nun zahlreicheren Wasserläufe zur Weschnitz, zuletzt über deren linken Odenwald-Zufluss Grundelbach durchs sogenannte Gorxheimer Tal.
Vom Eichelberg zieht die Einzugsgebietsgrenze anschließend in gezacktem Verlauf nach Südwesten, zuerst südwärts durch Wilhelmsfeld auf den Schriesheimer Kopf (529,5 m ü. NHN) vor dem Einzugsgebiet der Steinach, dann westwärts oberhalb der Quellen des Steinbachs am anderen Hang über den Dossenheimer Kopf (538,9 m ü. NHN) zum Weißen Stein (548,1 m ü. NHN) und von diesem ebenfalls vor noch kleineren Neckarzuflüssen hinab auf den Heidelberger Heiligenberg (439,9 m ü. NHN) an der Südspitze.
Auf dem anschließend nordwestlich laufenden Stück des Gesamtwasserscheide steigt diese schnell wieder ab auf die Tiefebene auf etwa 110 m ü. NHN und folgt dann lange links dem Rombach. Der aufnehmende Neckar ist hier nirgends auch nur 2 km von der Wasserscheide entfernt.
Der östliche Teil des Einzugsgebietes im Odenwald ist im nördlichen Teil ost-westlich von der Achse des Schriesheimers Tals durchzogen, dem zahlreiche tief eingeschnittene Seitentälern zulaufen, sowie weiter im Süden an der Westkante des Mittelgebirges von Kerbtälern durchschnitten, deren Gewässer nach langer Strecke im Vorland meist über den Rombach dem untersten Kanzelbach zulaufen. Der Mittelgebirgsteil ist stark bewaldet und wenig besiedelt. Die einzigen größeren Dörfer sind hier das nur teilweise innerhalb liegende Wilhelmsfeld und der Schriesheimer Ortsteil Altenbach im oberen Tal. Dicht ist dagegen die Besiedlung im Bereich des Mittelgebirgsfußes um die Bergstraße, hier sind von Süd nach Nord der nur teilweise innerhalb liegende Heidelberger Ortsteil Handschuhsheim, Dossenheim und Schriesheim große Bevölkerungsschwerpunkte. Vom ähnlich großen Ladenburg an der Westspitze liegt wieder nur ein Teil innerhalb.

### Zuflüsse
- Bestbach, von rechts in Schriesheim-Altenbach
- Gernbach, von rechts in Altenbach
- Kleewiesengraben, von rechts in Altenbach
- Ursenbach, von rechts unterhalb Altenbachs
- Rimbach oder Rinnbach, von links
- Katzenbach, von links
- Pappelbach, von rechts
- Allmesbach oder Allmannsbach, von links oberhalb Schriesheim-Stambergs
- Weittalbach, von rechts unterhalb Stambergs
- Geißenbach oder Geisenbach, von links am Altersheim im zentralen Schriesheim
- → (Abgang des Losgrabens), nach links nach der Siedlungsgrenze des zentralen Schriesheim
- Rombach, von links in den Losgraben, kurz vor dessen Wiederzufluss
- ← (Rücklauf des Losgrabens), von links kurz vor der Mündung am Südostrand von Ladenburg

## Geschichte

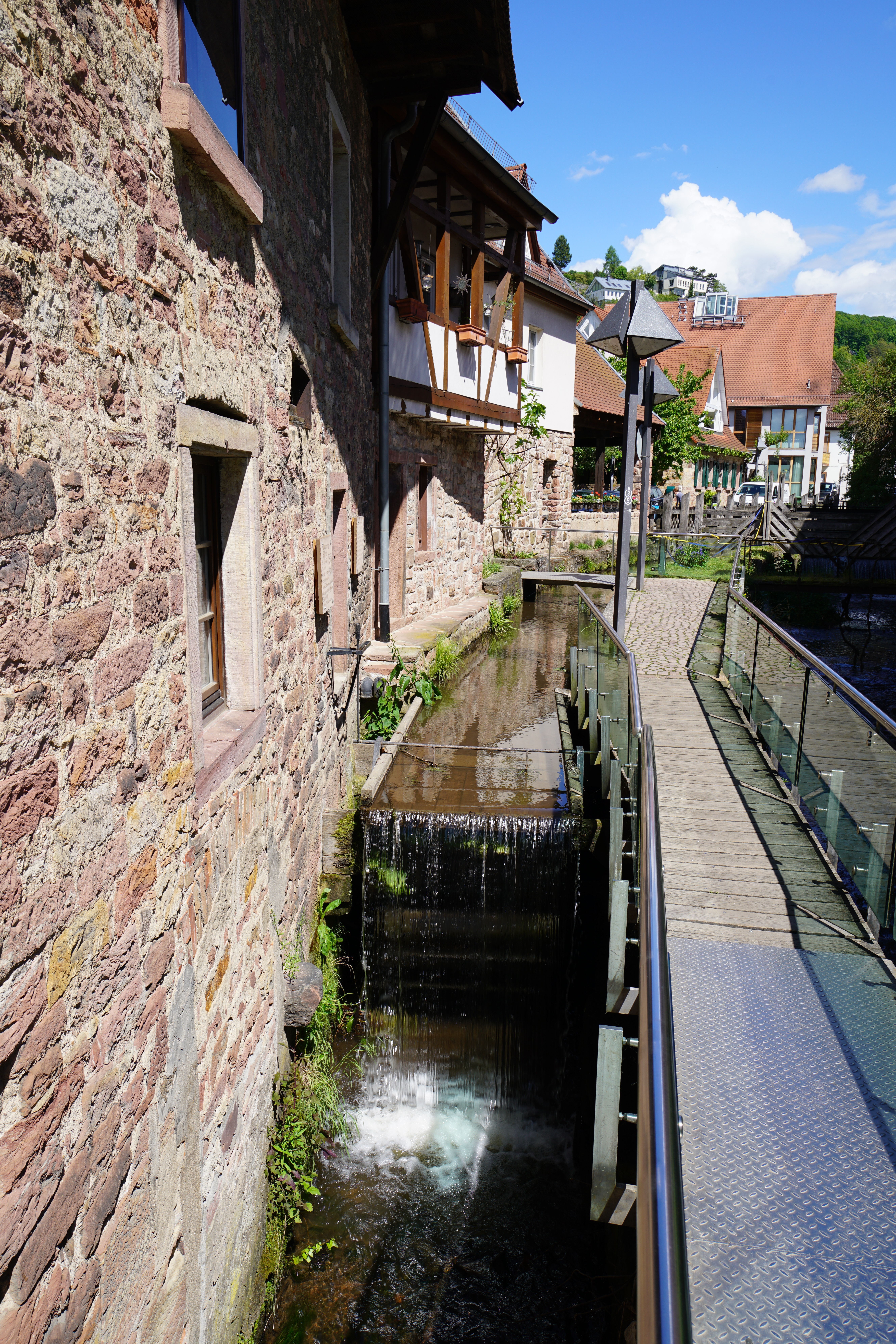
Angestauter Kanzelbach zwischen ehemaliger Ölmühle und Fußgängerbrücke in Schriesheim

Der Kanzelbach wurde erstmals im Jahre 772 als "Uluina", gesprochen [ˈylviːna], erwähnt. Dieser Name ist wahrscheinlich keltischer Herkunft und bildet die Grundlage des alten Namens Ilbe für den Kanzelbach.
Einst mündete er, eine Doppelschlinge von diesem und über fünf Kilometer weiter flussabwärts, bei Ilvesheim in den Neckar. Er trieb zwölf Wassermühlen im Schriesheimer Tal und zwei Mühlen (Rautenthaler Mühle und Cronberger Mühle) in der Stadt Ladenburg an.
Am 11. Juni 1859 verwüstete ein Hochwasser des Kanzelbachs mehrere Mühlen und viele Wohnhäuser in Schriesheim. Der Schaden wurde damals auf 100.000 Gulden geschätzt.
Mit dem Bau des Neckar-Kanals in den 1920er Jahren wurde der Bachlauf verkürzt und die Mündung in den Neckar von vormals Ilvesheim nach Ladenburg verlegt. Ende der 1960er Jahre wurde dieser bis dahin durch die Stadt verlaufende Teil des Baches trockengelegt. Der ehemalige Mühlbach wird seitdem um die Ladenburger Südstadt herum bis zum Zusammenfluss mit dem Losgraben geführt.
Im Februar 1972 gab es ein weiteres schweres Hochwasser des Kanzelbachs.
In den 1970er Jahren wurde das Rückhaltebecken östlich von Schriesheim errichtet.

### LUBW
Amtliche Online-Gewässerkarte mit passendem Ausschnitt und den hier benutzten Layern: Lauf und Einzugsgebiet des Kanzelbachs

Allgemeiner Einstieg ohne Voreinstellungen und Layer: Daten- und Kartendienst der Landesanstalt für Umwelt Baden-Württemberg (LUBW) (Hinweise)
1. ↑  Höhe nach dem Höhenlinienbild auf dem Hintergrundlayer Topographische Karte.
2. ↑  Stauziel des Neckars zwischen der Schwabenheimer und der Feudenheimer Schleuse, in blauer Beschriftung auf dem Hintergrundlayer Topographische Karte des Online-Kartenservers der LUBW.
3. ↑  Länge nach dem Layer Gewässernetz (AWGN).
4. ↑  Einzugsgebiet aufsummiert aus den Teileinzugsgebieten nach dem Layer Basiseinzugsgebiet (AWGN).
5. ↑  Daten des Hochwasserrückhaltebeckens nach dem Layer Stauanlage.
6. 1 2 3  Höhe nach schwarzer Beschriftung auf dem Hintergrundlayer Topographische Karte.

### Andere Belege
1. ↑  Abfluss-BW - Daten und Karten
2. ↑  Otto Klausing: Geographische Landesaufnahme: Die naturräumlichen Einheiten auf Blatt 151 Darmstadt. Bundesanstalt für Landeskunde, Bad Godesberg 1967. → Online-Karte (PDF; 4,3 MB)
3. ↑  Josef Schmithüsen: Geographische Landesaufnahme: Die naturräumlichen Einheiten auf Blatt 161 Karlsruhe. Bundesanstalt für Landeskunde, Bad Godesberg 1952. → Online-Karte (PDF; 5,1 MB)
4. ↑  Den alten Unterlauf mit der Mündung bei Ilvesheim zeigt das
  - Meßtischblatt 6517 Ladenburg von 1881 in der Deutschen Fotothek